# Soutomaior
Soutomaior és un municipi de la província de Pontevedra a Galícia. Pertany a la Comarca de Vigo. Situat en el marge esquerre de la desembocadura del riu Verdugo, al fons de l'ancorada de San Simón, a la Ria de Vigo, la qual està més al sud de totes les Ries gallegues.

## Parròquies
- Arcade
- Soutomaior.